# Municipio de Gilead (Míchigan)
El municipio de Gilead (en inglés: Gilead Township) es un municipio ubicado en el condado de Branch en el estado estadounidense de Míchigan. En el año 2010 tenía una población de 661 habitantes y una densidad poblacional de 11,92 personas por km².

## Geografía
El municipio de Gilead se encuentra ubicado en las coordenadas 41°47′8″N 85°6′55″O / 41.78556, -85.11528. Según la Oficina del Censo de los Estados Unidos, el municipio tiene una superficie total de 55.45 km², de la cual 54,54 km² corresponden a tierra firme y (1,64 %) 0,91 km² es agua.

## Demografía
Según el censo de 2010, había 661 personas residiendo en el municipio de Gilead. La densidad de población era de 11,92 hab./km². De los 661 habitantes, el municipio de Gilead estaba compuesto por el 98,79 % blancos, el 0,3 % eran afroamericanos, el 0,45 % eran amerindios, el 0,3 % eran de otras razas y el 0,15 % eran de una mezcla de razas. Del total de la población el 1,51 % eran hispanos o latinos de cualquier raza.